# چه کسی هات‌داگ‌ها را دزدید؟
چه کسی هات‌داگ‌ها را دزدید؟ (به انگلیسی: Who Stole the Doggies?) یک فیلم کمدی صامت کوتاه به تهیه‌کنندگی آرتور هاتلینگ است که در سال ۱۹۱۵ منتشر شد. از بازیگران این فیلم می‌توان به اولیور هاردی و هری لورین اشاره کرد.